# Taqiyah (coifură)

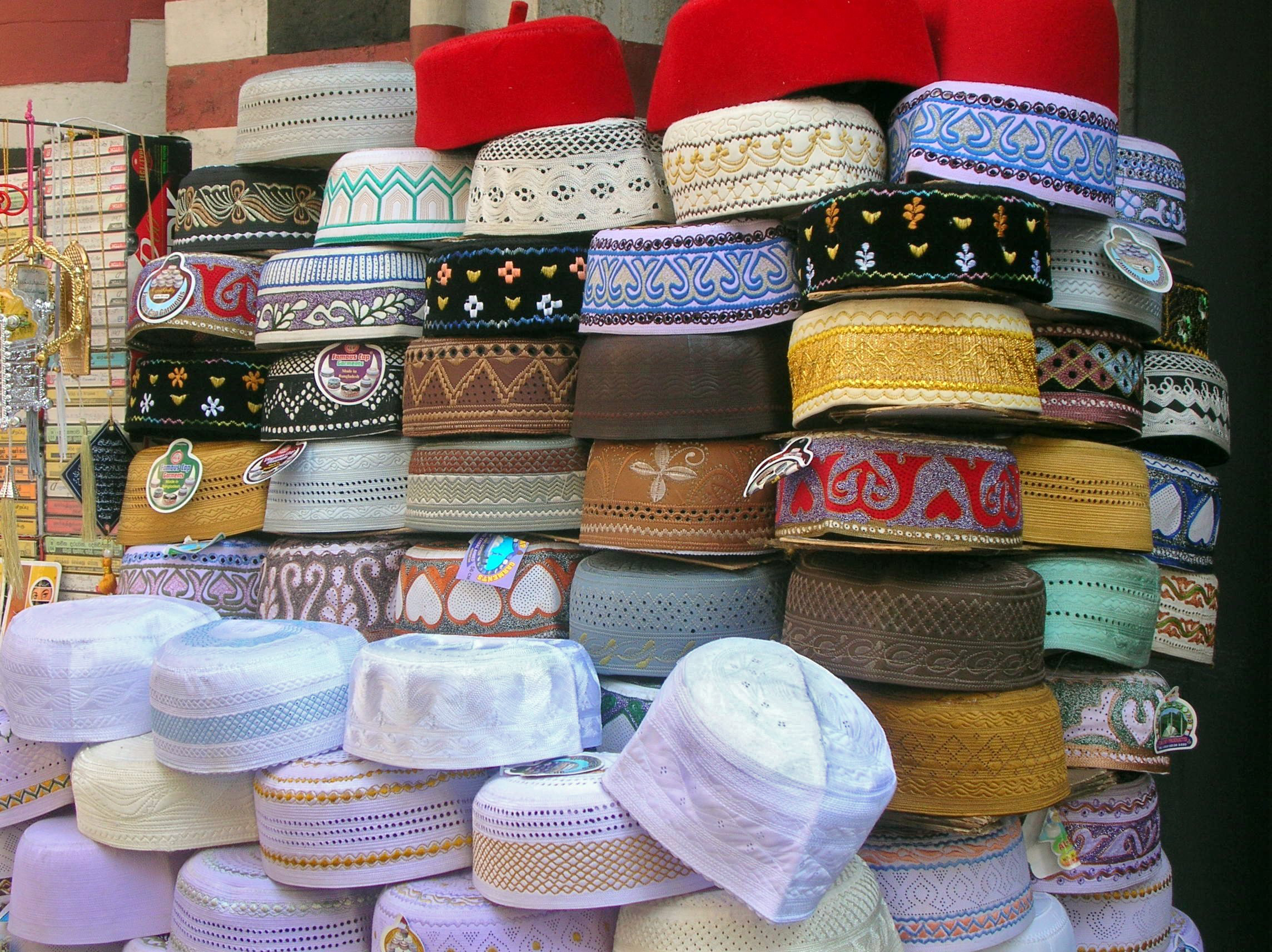
Diverse takiyah expuse pe piața Pettah, Colombo, Sri Lanka

Taqiyah (de asemenea, ortografiat tagiya; arabă طاقية, ALA-LC: ṭāqīyah) sau somaleză koofiyad, este o coifură scurtă, rotunjită. Adesea sunt purtate în scopuri religioase; de exemplu, musulmanii cred că profetul islamic Muhammad obișnuia să-și țină capul acoperit, de aceea făcându-l mustahabb (adică este lăudabil să acopere capul pentru a-l imita). Bărbații musulmani îi poartă adesea în timpul celor cinci rugăciuni zilnice.
Atunci când este purtat de sine, taqiyah poate fi orice culoare. Cu toate acestea, în special în țările arabe, atunci când sunt purtate sub eșarfa de cap keffiyeh, acestea sunt păstrate într-un alb tradițional. Unii musulmani înfășoară un turban în jurul capului, numit ʿimamah în limba arabă, care este adesea făcut de către șiiți și musulmani sufici. În Statele Unite și Marea Britanie, taqiyas sunt, de obicei, numite „kufis”.
În Africa de Nord, în special Tunisia, bărbații își acoperă capul cu pălăria chechia (Sha-shi-ya), care este făcută manual din lână. În mod tradițional, este de culoare roșie visiniu, dar vine și în negru, crem, gri și multe alte culori. Este un material moale flexibil. Shaykh Hamza Yusuf și Imam Suhaib Webb s-au văzut amândoi purtați și devine din ce în ce mai popular la musulmanii occidentali.
Topi este un tip de coifură taqiyah care este purtată în India, Bangladesh, Pakistan și alte regiuni din Asia de Sud. Multe tipuri diferite de șăpci de topi includ coifura Sindhi, purtată în Sindh și topi croșetat care este adesea purtată la serviciile de rugăciune musulmană (vezi salat).
Coifura topi este adesea purtată cu salwar kameez, care este costumul național al Afganistanului și Pakistanului.

## Legături externe
- Arab caps and hats
- Turkish costumes
- Topi and taqiyah cap photos Arhivat în 16 iulie 2013, la Wayback Machine.

1. ↑  Turkish: "takke", Urdu, Hindi "topi", Format:Nq, ALA-LC: “ṭopī”, bengaleză টুপি, ṭupi, Somali: "Koofi")